# Непряхино (Брянская область)
Непря́хино — деревня в Карачевском районе Брянской области России. Входит в состав Мылинского сельского поселения.

## География
Деревня находится в восточной части Брянской области, в зоне хвойно-широколиственных лесов, на правом берегу реки Сельня (приток Снежети), на расстоянии примерно 16 км (по прямой) к северо-западу от города Карачев, административного центра района. Абсолютная высота — 180 м над уровнем моря.
Климат
Климат умеренно континентальный с теплым летом и умеренно морозной зимой. Годовое количество осадков — 500—600 мм. Средняя температура января составляет −8,6 °C, июля — +18,6 °C.
Часовой пояс
Деревня Непряхино, как и вся Брянская область, находится в часовой зоне МСК (московское время). Смещение применяемого времени относительно UTC составляет +3:00.

## Население
| 2010 | 2013 |
| ---- | ---- |
| 21   | ↘20  |

Половой состав
По данным Всероссийской переписи населения 2010 года, в гендерной структуре населения мужчины составляли 52,4 %, женщины — соответственно 47,6 %.
Национальный состав
Согласно результатам переписи 2002 года, в национальной структуре населения русские составляли 100 % из 9 чел.

## Улицы
Уличная сеть деревни состоит из одной улицы (ул. Кучерова).